# Кастело Сан Микеле (Ређо Емилија)
Кастело Сан Микеле је насеље у Италији у округу Ређо Емилија, региону Емилија-Ромања.
Према процени из 2011. у насељу је живело 59 становника. Насеље се налази на надморској висини од 28 м.